# 前65年
| 千纪： | 前1千纪 |
| 世纪： | 前2世纪 \| 前1世纪 \| 1世纪                                                                                |
| 年代： | 前90年代 \| 前80年代 \| 前70年代 \| 前60年代 \| 前50年代 \| 前40年代 \| 前30年代                           |
| 年份： | 前70年 \| 前69年 \| 前68年 \| 前67年 \| 前66年 \| 前65年 \| 前64年 \| 前63年 \| 前62年 \| 前61年 \| 前60年 |
| 纪年： | 西汉元康元年                                                                                               |

## 大事记
- 羅馬滅科爾基斯
- 小卡圖魯斯出任監察官
- 漢朝冯奉世出使大宛
- 安息國王弗拉特斯三世遠征亞美尼亞
- 塞琉古帝國腓力二世即位

## 出生
- 贺拉斯
- 孔光

## 逝世
- 傅介子
- 刘文 (广川王)
- 劉弘 (高密王)
- 劉龍：漢富侯。一說死於元康元年。
- 趙廣漢
- 呼屠徵